# Grammomys gigas
Grammomys gigas é uma espécie de roedor da família Muridae.
Apenas pode ser encontrada no Quénia.
Os seus habitats naturais são: regiões subtropicais ou tropicais húmidas de alta altitude e matagal tropical ou subtropical de alta altitude.
Está ameaçada por perda de habitat.